# Trichoderma pulvinatum

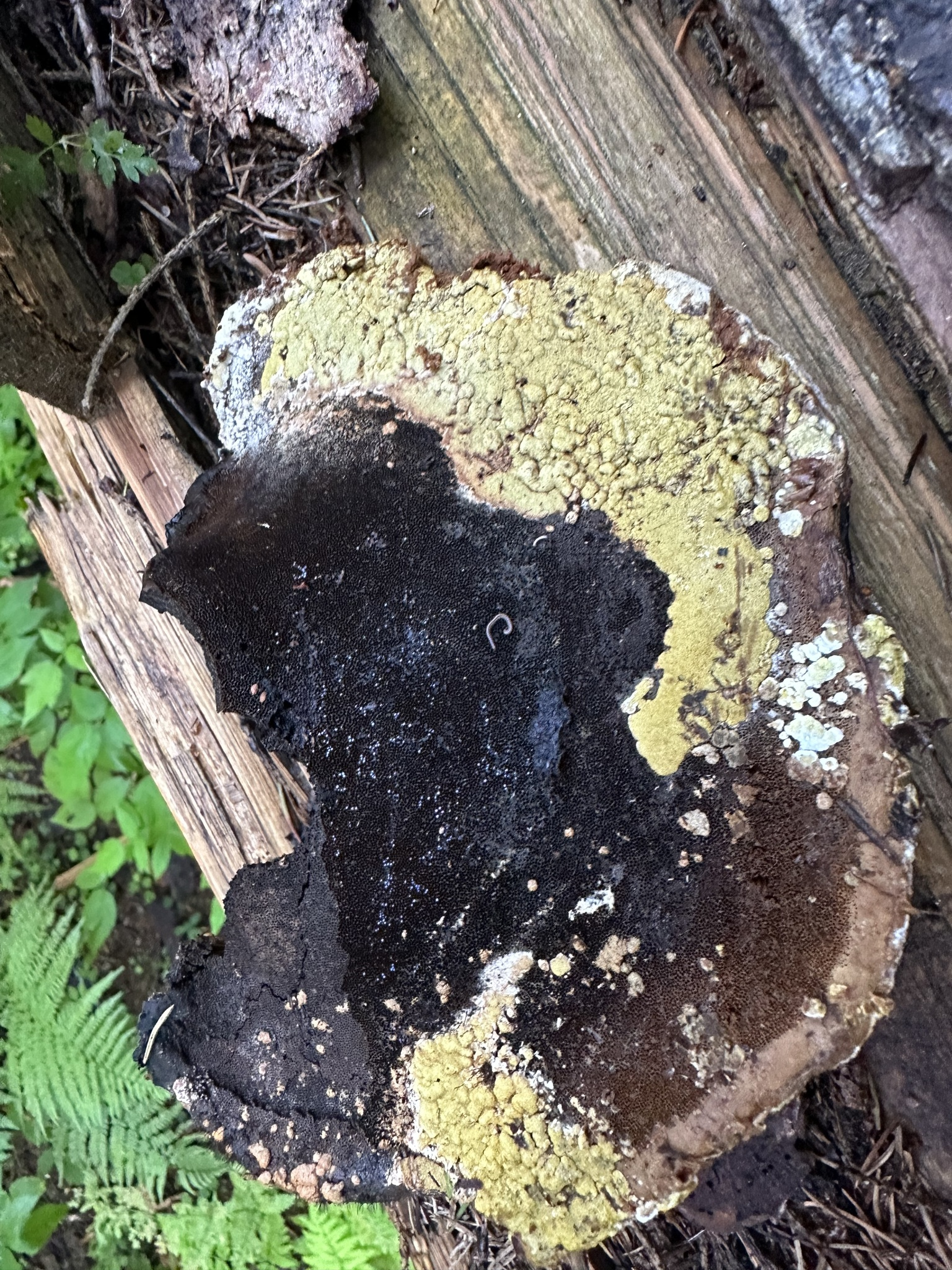

Trichoderma pulvinatum (Fuckel) Jaklitsch & Voglmayr – gatunek grzybów należący do rodziny rozetkowatych (Hypocreaceae).

## Systematyka i nazewnictwo
Pozycja w klasyfikacji według Index Fungorum: Trichoderma, Hypocreaceae, Hypocreales, Hypocreomycetidae, Sordariomycetes, Pezizomycotina, Ascomycota, Fungi.
Po raz pierwszy opisał go w 1870 r. Leopold Fuckel, nadając mu nazwę Hypocrea pulvinata. W 2013 r. Jaklitsch i Voglmayr przenieśli go do rodzaju Trichoderma. Synonimy:
- Hypocrea fungicola f. raduli Höhn. 1905
- Hypocrea pulvinata Fuckel 1870
- Hypocrea pulvinata var. serialis Hazsl. 1892

## Morfologia
Tworzy podkładki o średnicy do 30 mm i grubości 2 mm, często w gęstych skupiskach. Są szeroko poduszeczkowate o barwie od żółtawej do prawie białej. Powierzchnia gładka, ostiole widoczne w postaci drobnych, oliwkowobrązowych kropek, brodawkowatych lub prawie nie brodawkowatych. Perytecja 200–250 µm × 150–220 µm w pojedynczej warstwie, kuliste lub szeroko gruszkowate. Perydium o grubości 15–20 µm, podstawa grubsza, w kwasie mlekowym jasnożółta, w 3% KOH pomarańczowoczerwona, szczególnie w górnych partiach. Worki 8-zarodnikowe (60–) 75–90 × 3,5–4,5 µm, na trzonie o długości do 20 µm, cylindryczne, wierzchołek ścięty z niewielkim refrakcyjnym pierścieniem wierzchołkowym, niebarwiącym się jodem. Askospory w jednym rzędzie szkliste, 1-przegrodowe, zwężone na przegrodzie, komórki o równoważnym kształcie, elipsoidalne do cylindrycznych, górna komórka 3,5–4,5 (–5,5) × 2,5–3,5 µm, dolna komórka zwykle nieco dłuższa, gładkie lub drobno szorstkie.
Tworzy także szkliste konidia.

## Występowanie i siedlisko
Występuje w Ameryce Północnej, Europie i Azji. W Polsce do 2003 r. podano 3 stanowiska, w późniejszych latach kilkanaście (jako Hypocrea pulvinata). Aktualne stanowiska podaje także internetowy atlas grzybów. Znajduje się w nim na liście gatunków zagrożonych i wartych objęcia ochroną.
Grzyb nagrzybny rozwijający się na martwych owocnikach innych grzybów (m.in. pniarek obrzeżony Fomitopsis pinicola, powłocznica dębowa Peniophora quercina, hubiak pospolity Fomes fomentarius).